# Bundoran

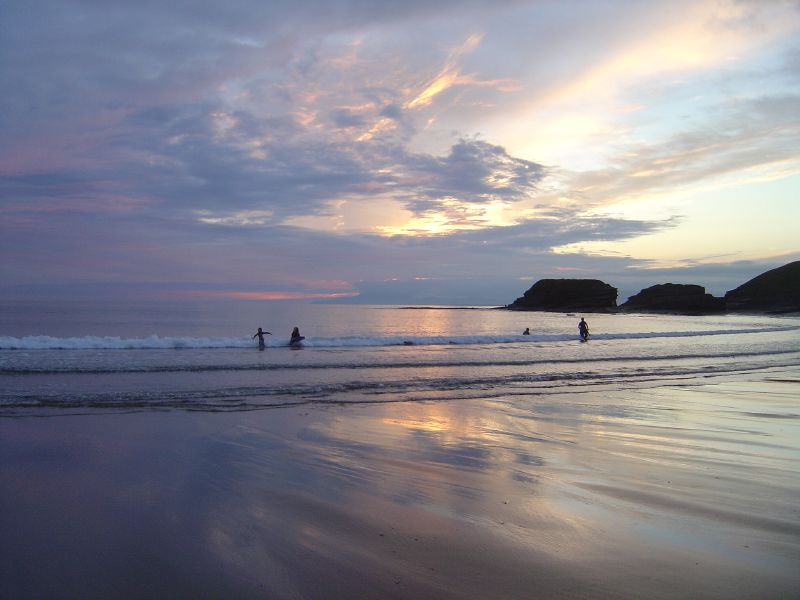
La spiaggia di Bundoran

Bundoran (Bun Dobhráin in irlandese) è una località turistica della costa sud-occidentale del Donegal, in Irlanda. L'attrazione più importante è senz'altro la vasta spiaggia, molto apprezzata da chi pratica il surf, che ha portato poi all'apertura di un centro per il golf e di una piscina con scivoli.
L'abitato è situato lungo la strada N15 a poca distanza da Ballyshannon ed a circa tre ore e mezzo di tragitto da Dublino, anche se il tempo di viaggio è da tempo decresciuto grazie ad una nuova strada che la mette in collegamento con la vicina Sligo. la città è nota come una delle più famose località marine d'Irlanda

## Storia

### Origini
Bundoran, o come si dice in gaelico irlandese Bun Dobhráin, era fino a più di un secolo fa, due diversi villaggi. Bundoran era il villaggio a ovest del ponte sul Fiume Bradog. Quest'area adesso è nota come West End. A Est del ponte, a circa 2 chilometri, si trovava il villaggio di Single Street. Tra queste due separate comunità c'era l'area di Drumacrin. L'area di Drumacrin fa ora parte del centro della città. Fu solo dopo l'apertura della stazione ferroviaria nel 1866, che fu chiamata Bundoran, che le due distinte comunità si svilupparono e unirono in quella che oggi conosciamo come Bundoran. A Single Street viveva la maggior parte della popolazione.
La prima traccia ufficiale di Bundoran si ha nel 1777, quando il Visconte Enniskillen costruì Bundoran Lodge, la sua residenza estiva. Questo edificio esiste ancora oggi ed è noto come Homefield House, Bayview Avenute. Sembra che il Visconte abbia lanciato una moda tra i suoi contemporanei che sempre più numerosi scoprirono Bundoran e la visitarono per godere della posizione marina e dei suoi salutari benefici.
Con i progressi dei viaggi, e in particolare della ferrovia, la fama di Bundoran aumentò. Con l'apertura del collegamento ferroviario per Belfast e Dublino sempre più gente dalla costa orientale d'Irlanda scoprì il fascino di Bundoran, ritornando anno dopo anno. Fu durante questo periodo che Bundoran divenne famosa come una delle principali località marine d'Irlanda. Sicuramente per la fine del XIX secolo, era diventata una delle principali destinazioni marine dell'Ulster. Si iniziarono a costruire hotel e le case in città. Uno dei migliori punti di riferimento, il Great Northern Hotel, è stato costruito dalla Great Northern Railway Company in questo periodo.

### L'incendio del Central Hotel
Un incendio al Central Hotel nel cuore della città venerdì 8 agosto 1980 uccise dieci persone, tra abitanti del luogo e villeggianti. L'incendio, che successe nel periodo più affollato dell'anno, fu uno dei peggiori della storia irlandese e fu trasmesso dal programma Disasters della televisione Raidió Teilifís Éireann durante l'agosto 2007.
Dopo il documentario Disasters del 2007, il consiglio comunale approvò la costruzione di un monumento alla memoria delle vittime dell'incendio. Quasi un anno dopo la trasmissione del programma Disaster, il monumento alle vittime che hanno perso la vita non esisteva ancora.
Nel mese di settembre 2008, il consiglio municipale di Bundoran, sotto la pressione seguita al programma Disasters, ha approvato l'acquisto di una nuova vetrata per la chiesa cattolica, con l'elenco dei nomi delle dieci persone che hanno perso la vita nella tragedia. Il consiglio municipale metterà anche un monumento commemorativo sulla spiaggia in segno di "rispetto".

### Sviluppo recente
Bundoran ha visto un notevole sviluppo nell'ultimo decennio, grazie alla sua fama come destinazione marina e alla presenza di agevolazioni fiscali per la costruzione di case di vacanza. La guida di viaggio Lonely Planet ha descritto Bundoran come "una delle località di villeggiatura più di cattivo gusto" e scrive che la città è stata rovinata dall'eccessivo sviluppo. Quest'affermazione è stata contestata da molti membri del consiglio comunale di Bundoran.

## Monumenti e luoghi d'interesse

### La Sala da ballo Astoria
La sala da ballo Astoria fu costruita nel 1953, quando il ballo era ancora un'attività sociale. Gruppi musicali passarono molti anni intrattenendo grandi folle presso la sala da ballo Astoria. In anni più recenti, la sala da ballo Astoria, sotto la proprietà di Brian McEniff, ha avuto diverse ristrutturazioni e cambi temporanei di nome, da Planet Earth Nightclub a Bling e nel 1980 si è allargata per aggiungere un nuovo bar. L'edificio della sala da ballo Astoria era un punto di riferimento ma venne distrutta da un incendio il 29 novembre 2008.

## Cultura

### Istruzione
Lungo la Railway Road si trova la St Louis School, costruita nel 1892. Gli edifici comprendevano una scuola e alloggio per le Sorelle di St Louis. Uno degli edifici esiste tuttora. Nello stesso periodo le Sorelle di St Louis avevano una scuola superiore accanto all'Old Grand Central Cinema, prima conosciuto come Sea View Hotel.
L'orfanotrofio di St Joseph fu eretto con i fondi lasciati in eredità alla morte di Miss Sarah Crudde. Questi edifici divennero poi noti come Ard Lughaidh e nel 2006 il VEC (Vocational Education Committees) li fece demolire. Tutto ciò che è rimasto è l'area utilizzata fino agli anni 80 dagli studenti residenti presso l'Ard Lughaidh, comunque questo adesso fa parte della proprietà del Donegal Adventure Centre. A causa della diminuzione delle dimensioni delle classi nell'Ard Lughaidh, negli anni 90 la scuola dovette chiudere e alcuni studenti si trasferirono a Ballyshannon. Alcune delle suore di St. Louis si trasferirono nell'edificio di St Louis presso la Railway Road, comunque molte si trasferirono.
A Bundoran si trova anche l'Atlanticside College, un'istituzione scolastica privata che offre una vasta gamma di corsi per studenti sia irlandesi che internazionali.

## Intrattenimento
C'è una passeggiata da Main Beach a Tullan Strand attraverso le colline, chiamata la "rougy walk". Il club locale appartenente alla Gaelic Athletic Association è il Realt na Mara (Bundoran GAA). 

### Surf
Bundoran è famosa per il surf, avendo una spiaggia nel centro del paese (Main Beach), ed un'altra, Tullan Strand, nelle vicinanze. Main beach è controllata da bagnini durante la stagione estiva. Tullan Strand presente delle correnti a vortice che la rendono pericolosa per il nuoto, ma è una spiaggia adatta al surf durante l'estate, con onde più alte rispetto alla spiaggia del paese. Rossnowlagh, a 15 minuti di auto da Bundoran, è la spiaggia più sicura per i principianti, senza correnti e con bagnini in servizio.

### Golf
A Bundoran si trova un campo da golf a 18 buche. Il golf club è stato fondato nel 1894. Il campo ha viste panoramiche sull'oceano ed è una sfida entusiasmante, pur nella sua breve lunghezza.

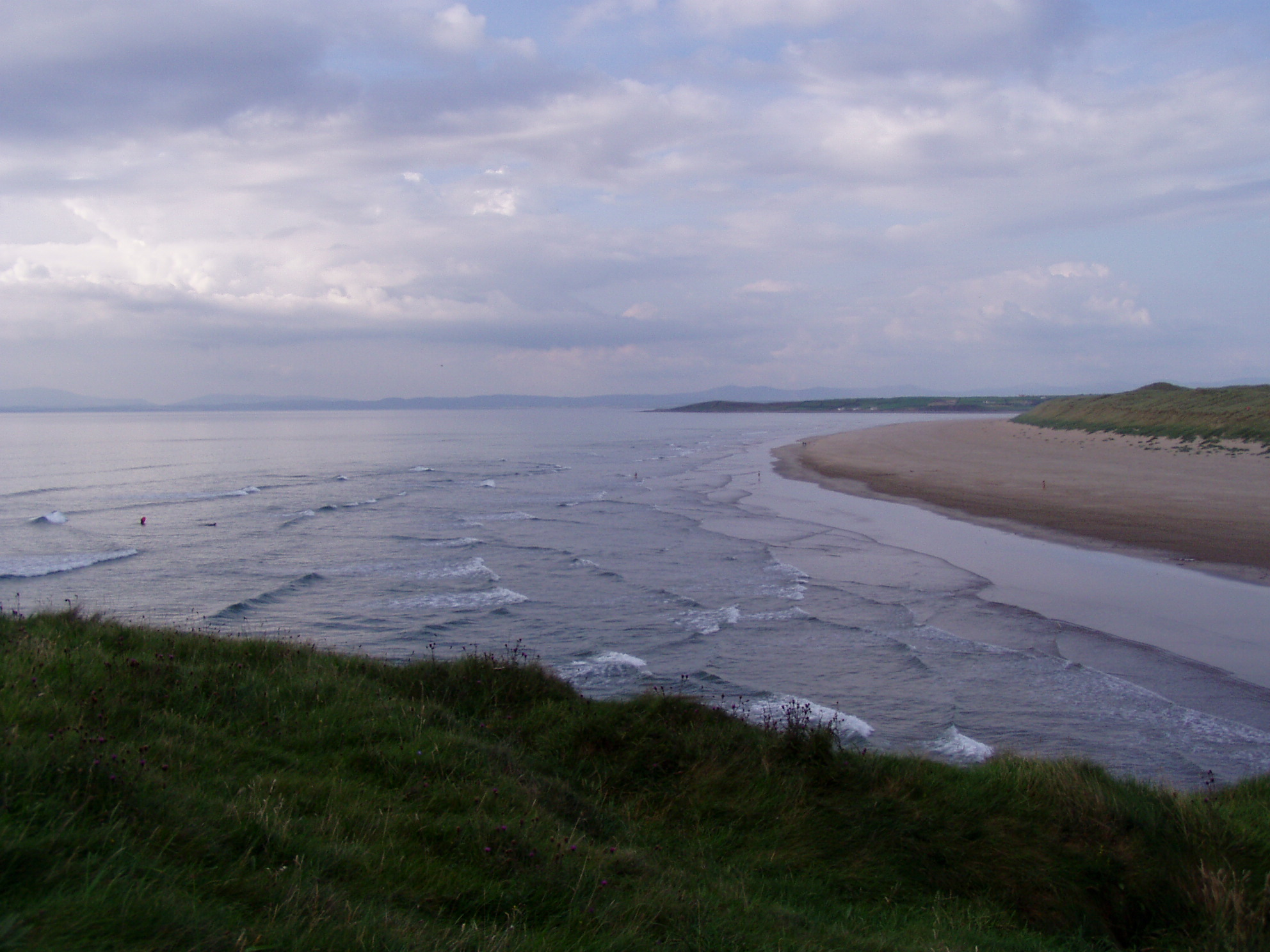
Il lungomare di Bundoran.

## Infrastrutture e trasporti

### Strade
Nell'aprile del 2006 la nuova circonvallazione Bundoran/Ballyshannon, dal costo di 80 milioni di Euro, ha reso la località più facilmente accessibile per i turisti che vi arrivano ogni estate. Il fiume Drowes, dove inizia la parte meridionale della circonvallazione, e che separa Leitrim e il Donegal, è anche il punto di demarcazione tra le province del Connacht a sud e dell'Ulster a nord. Si trattò del principale sviluppo infrastrutturale nel sud della contea dall'inaugurazione della Great Northern Railway, che portava a Bundoran tra il 1866 e il 1957.

### Ferrovie
La stazione ferroviaria di Bundoran fu inaugurata il 13 giugno 1866, ma chiuse definitivamente il 1º ottobre 1957. Si trovava dove ora si trova il parcheggio degli uffici del nuovo consiglio comunale e avrebbe potuto essere conservata, anche se il consiglio comunale ha deciso di demolirla.

## Amministrazione

### Gemellaggi
Nel 1991 Bundoran è stata una dei membri fondatori del Douzelage (dal francese douze, dodici, e jumelage, gemellaggio), un gemellaggio tra dodici paesi dell'Unione Europea (oggi divenuti 23 per via dell'allargamento dell'Europa Unita) i cui obiettivi sono la promozione di scambi e incontri tra le città appartenenti.
| - Altea - Bad Kötzting - Bellagio - Chojna - Granville - Holstebro - Houffalize - Judenburg | - Karkkila - Kőszeg - Marsaskala - Meerssen - Niederanven - Oxelösund - Prienai | - Preveza - Sesimbra - Sherborne - Sigulda - Sušice - Türi - Zvolen |